# Pacto colonial
El pacto colonial es El reparto de funciones económicas entre metrópolis y colonias.
Consiste en la imposición a las colonias de los intercambios de productos que más beneficien a las metrópolis (el de materias primas de las colonias por productos manufacturados de la metrópolis), así como impedir el comercio de las colonias con otras colonias u otros países, o incluso de las colonias entre sí. Reservar el mercado colonial como un mercado cautivo para los productos manufacturados de las metrópolis deja en éstas el valor añadido del trabajo industrial y proporciona un suministro seguro de materias primas.
En cuanto a los precios, el pacto colonial proporciona a las metrópolis todas las ventajas de la situación de monopolio, e impide a las colonias beneficiarse de precios más ventajosos que pudieran obtener en un mercado libre (tanto mayores precios para los productos que exportan como menores precios para los que importan). Tal práctica se suele calificar como un intercambio desigual.
El pacto colonial era una práctica especialmente relacionada con el mercantilismo, la teoría y el sistema económico correspondiente a la creación de fuertes mercados nacionales basados en el proteccionismo comercial en los países de Europa Occidental con imperios coloniales, que caracterizó al Antiguo Régimen de la Edad Moderna, pero que se extendió a las relaciones de metrópolis y colonias durante la época del imperialismo o colonialismo de la segunda mitad del siglo XIX y la primera mitad del XX, ya con la Revolución Industrial de la Edad Contemporánea.
Ejemplos de pacto colonial, durante el Antiguo Régimen, fueron las Actas de Navegación inglesas desde 1651, o la formación de compañías privilegiadas (neerlandesas, inglesas, francesas, españolas, portuguesas, etc.).